# Олейников, Савва Иванович
Савва Иванович Олейников — советский хозяйственный и государственный деятель, Герой Социалистического Труда.

## Биография
Родился в 1909 году в Катеринополе ныне Звенигородского района Черкасской области Украины. Член КПСС.
Окончил Прокопьевское горнопромышленное училище.
В 1927—1930 — откатчик, забойщик, горный мастер, счетовод и бухгалтер шахт № 2-2-бис и «Коксовая» в Прокопьевске.
В 1930—1932 — военнослужащий Рабоче-Крестьянской Красной Армии.
В 1932—1940 — бухгалтер шахты № 151 в городе Красный Луч, старший бухгалтер шахты «Голубовка» в Прокопьевске, старший бухгалтер свинцового завода имени Калинина в городе Чимкент, старший бухгалтер треста «Метрострой» по Средней Азии в городе Таш-Кумыр, главный бухгалтер строительства шахты «Ягуновская» в Щегловске, старший бухгалтер совхоза имени Чкалова Ленинск-Кузнецкого района.
Участник Великой Отечественной войны, командир батальона 1250-го стрелкового полка 376-й стрелковой дивизии Волховского и Ленинградского фронтов
В 1944—1975 — старший бухгалтер, директор совхоза имени Чкалова Ленинск-Кузнецкого района Кемеровской области.
Указом Президиума Верховного Совета СССР от 8 апреля 1971 года присвоено звание Героя Социалистического Труда с вручением ордена Ленина и золотой медали «Серп и Молот».
Делегат XXIII съезда КПСС.
Умер в 1976 году в посёлке Чкаловский Ленинск-Кузнецкого района Кемеровской области.

## Награды и звания
- Герой Социалистического Труда (08.04.1971)
- Орден Ленина (22.03.1966, 08.04.1971)
- Орден Отечественной войны II степени (09.05.1965)
- Орден Трудового Красного Знамени (31.10.1949)